# Nålblomflugor
Nålblomflugor (Baccha) är ett släkte i familjen blomflugor. 

## Kännetecken
Nålblomflugorna har extremt långsmal bakkropp. Därav det svenska namnet nålblomfluga. 

## Levnadssätt
Larverna lever på bladlöss. De fullvuxna flugorna lever på nektar och pollen från olika blommor.

## Utbredning
Det finns cirka 20 arter av nålblomflugor i världen. Endast en art finns i Europa. I övriga palearktis finns 9 arter, framför allt i Japan och intilliggande stilla havsområde. I tropiska områden finns 6 arter i Afrika och 3 arter i den orientaliska regionen. I Nordamerika finns endast en art.

## Systematik

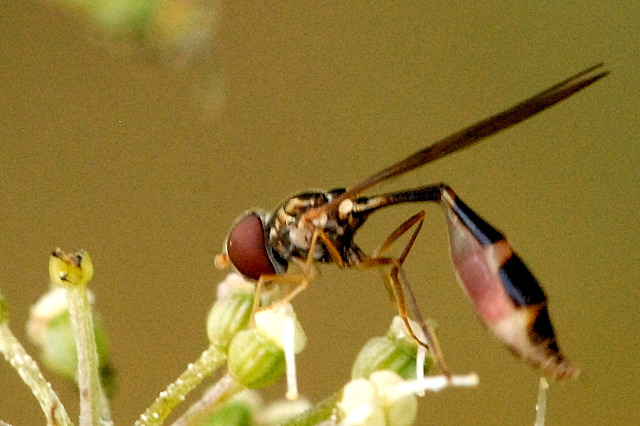
Nålblomfluga (B. elongata)

### Arter i Norden
Endast en art är känd i Norden.
- Nålblomfluga B. elongata (Fabricius, 1775) (syn. B. obscuripennis (Meigen, 1822) - tidigare betraktad som en självständig art)

### Övriga arter (urval)
- B. apicalis (Loew, 1858)
- B. bequaerti (Curran, 1929)
- B. maculata (Walker, 1852)
- B. okadomaei (Violovtsh, 1976)
- B. sibirica (Violovitsh, 1976)

## Etymologi
Baccha betyder backant.